# 佐々木純一
佐々木 純一（ささき じゅんいち、1960年 - ）は、フリーのアニメーション音響効果技師。

## 履歴・人物
- 1981年に株式会社アニメサウンドプロダクションに入社した。

## 作品リスト
- エンジェル・ハート（ytv-NNS）
- 特装機兵ドルバック（CX）
- あんみつ姫（CX）
- のらくろクン（CX）
- 炎のアルペンローゼ ジュディ&ランディ（CX） ※#2から, 野口透と共同担当
- 昭和アホ草紙あかぬけ一番!（ANB）
- 鉄拳チンミ（ANB）
- トラブルチョコレート（ANB）
- 光の伝説（ABC-ANN）※野口透と共同担当
- 鎧伝サムライトルーパー（NBN-ANN）
- 極上!!めちゃモテ委員長（TX） ※第1期のみ, #35まで, 鋤柄務と共同担当, 第2期はサウンドボックス
- 遊☆戯☆王5D's（TX）※#104から, 風間慎二と共同担当
- フォルツァ!ひでまる（TX）
- 江戸っ子ボーイ がってん太助（TX）
- とっとこハム太郎（TX）
- 万能文化猫娘（TX）
- 牙 -KIBA-（TX）
- 天地無用!シリーズ（TX→NTV）
- Night Walker -真夜中の探偵- (TX)
- 吸血姫美夕 （OVA版・TV版） (TX)
- ながされて藍蘭島 (TX)
- バブルガムクライシス TOKYO 2040 (TX)
- アラド戦記 〜スラップアップパーティー〜 (TX)
- ぐるぐるタウンはなまるくん（TVO-TXN）
- マーメイドメロディー ぴちぴちピッチシリーズ（TVA-TXN）
- 戦国武将列伝 爆風童子ヒッサツマン
- イノセント・サイズ
- 学園特捜ヒカルオン
- ダーティペア（OVAシリーズ）
- 冥王計画ゼオライマー
- 機動戦士SDガンダムシリーズ
- GALL FORCE 「地球章」「新世紀編」
- バブルガムクラッシュ!
- DETONATORオーガン
- ああっ女神さまっ（OVAシリーズ）
- モルダイバー
- ダーティペア FLASH
- プラスチックリトル
- KEY THE METAL IDOL ※OVA全15話の内、#12の担当は依田安文。
- アップフェルラント物語
- 花平バズーカ
- 超人学園ゴウカイザー
- プリンセス・ミネルバ
- エクスプローラーウーマン・レイ
- 卒業 〜Graduation〜
- ぼくはこのまま帰らない
- 闘神伝
- EXPER ZENON
- おたくの星座
- 月光のピアス ユメミと銀のバラ騎士団
- 甲竜伝説ヴィルガスト
- SOL BIANCA ※第2巻担当
- D-1 DEVASTATOR
- ねこ・ねこ・幻想曲
- 緑野原迷宮
- レイナ剣狼伝説 ※第1巻担当
- 三毛猫ホームズの幽霊城主
- ウルトラマン超闘士激伝
- ホシガリ姫の冒険
- 下級生 (UHF)
- 救命戦士ナノセイバー（NHK）
- 万能文化猫娘DASH!
- デュアル!ぱられルンルン物語（WOWOW）
- 絶対少年（NHK）
- アリスSOS（NHK）
- 銀装騎攻オーディアン（WOWOW）
- こみっくパーティー（UHF）
- まじかるカナン（UHF）
- 花右京メイド隊（UHF）
- 鋼鉄天使くるみシリーズ（UHF）
- AIKa
- 炎のらびりんす
- うさぎちゃんでCue!!
- 奇鋼仙女ロウラン（WOWOW）
- G-onらいだーす（WOWOW） ※Glass.1,2のみ
- げんき げんき ノンタン
- 機動新撰組 萌えよ剣（UHF）
- しにがみのバラッド。（WOWOW）
- STEINS;GATE（UHF）
- 女子高生 GIRL'S-HIGH（UHF）
- オシャレ魔女♥ラブandベリー しあわせのまほう
- ロボットカーニバル
- 宇宙英雄物語
- 超獣伝説ゲシュタルト
- KIZUNA -絆- 恋のから騒ぎ
- 絶対衝激 〜PLATONIC HEART〜
- 一騎当千 XTREME XECUTOR（AT-X）
- 真救世主伝説 北斗の拳 ※#3~5担当, #1,2は倉橋静男
- こわれかけのオルゴール ※劇場版から鋤柄務と共同担当
- 遊☆戯☆王ZEXALシリーズ（TX）

### テレビアニメ
| 年   | 作品名                          | 放送局  | 備考                                                   |
| ---- | ------------------------------- | ------- | ------------------------------------------------------ |
| 1981 | ゴールドライタン                | TX      | #29から, 加藤昭二と共同担当                            |
| 1983 | ぴえろ魔法少女シリーズ          | NTV     |                                                        |
| 1983 | イタダキマン                    | CX      | #2以降                                                 |
| 1986 | ドテラマン                      | NTV     |                                                        |
| 1990 | 魔法のエンジェルスイートミント  | TX      |                                                        |
| 1992 | バケツでごはん                  | ytv-NNS |                                                        |
| 1994 | 魔法騎士レイアース              | ytv-NNS |                                                        |
| 2006 | ぷるるんっ!しずくちゃんシリーズ | TX      |                                                        |
| 2014 | 遊☆戯☆王ARC-V                   | TX      | #75まではアニメ・サウンドへシフト, #76からはフリー以降 |
| 2021 | ゲッターロボ アーク             | AT-X    |                                                        |

### 劇場アニメ
| 年   | 作品名                                  | 備考                       |
| ---- | --------------------------------------- | -------------------------- |
| 2011 | 劇場版 テニスの王子様 英国式庭球城決戦! | 古宮理恵、鋤柄務と共同担当 |